# Риетти, Артуро
Артуро Риетти (итал. Arturo Rietti; 3 марта 1863, Триест — 6 февраля 1943, Фонтанива) — итальянский живописец.

## Биография
Артуро Риетти был младшим сыном Алессандро Риеттиса, еврейского торговца из Закинтоса, или Занте (итал. Zante), Греция, и Елены Лауди из богатой еврейской семьи в Триесте. Выросший в космополитической среде, он с ранних лет говорил по-немецки и по-французски, а в Италии стал убеждённым ирредентистом.
В 1882—1884 годах Артуро Риетти жил в Сан-Джованни-Вальдарно (Тоскана) у своего старшего брата Риккардо, владельца фабрики в Галлуццо.
В тот период он практиковался в изображении местных крестьян, рабочих, жителей деревень, которых наблюдал во время своих поездок в Вальдарно. Результаты этой первой живописной практики позволили ему получить аттестат живописца (attestato di pittore) Королевского института изящных искусств во Флоренции (Regio Istituto di belle arti di Firenze), необходимый для поступления в 1884 году в Мюнхенскую академию изобразительных искусств.
В Академии он учился у Франца фон Дефреггера и Николаоса Гизиса, а Гуго фон Габерман познакомил его с техникой пастели, смешанной с темперой, которая стала характерной для его творчества.
Риетти посещал Флоренцию, совершал поездки по городам Тосканы, но находился под влиянием традиций творчества художников Триеста, работая в основном в жанрах портрета и бытовых сцен. Затем он переехал в Милан, где усовершенствовал свою технику рисования, которая стала более быстрой и острой. В 1887 году он выставлял свои работы в галерее Permanente. Поддерживал контакты с художниками Мозе Бьянки, Помпео Мариани и Амброджо Альчати, дружил с живописцем Эмилио Гола и скульптором Паоло Трубецким.
В 1889 году Артуро Риетти получил серебряную медаль на Всемирной выставке в Париже, а в последнее десятилетие XIX века показывал свои произведения в галерее Пезаро в Милане и на выставках Мюнхенского сецессиона. В 1894 году художник оборудовал свою студию в Триесте. Он много путешествовал, но всегда оставался верен Триесту.
В поздних произведениях, в основном салонных портретах, он достигал почти импрессионистических качеств, варьируя технику сочетания пастели и темперы. В этом отношении он был близок художникам «скапильяти», а также «итальянским импрессионистам»: Антонио Манчини, Джованни Больдини, Медардо Россо и скульптору Трубецкому.
Обнародование расовых законов в 1938 году и антисемитская атмосфера в фашистской Италии вызывали у него столь сильное возмущение и, одновременно, разочарование, что он отметил в своём дневнике: «Я становлюсь всё более и более одиноким, осознавая безмерную глупость мужчин и их трусость».
После смерти жены, Елены Ривы, в 1940 году он переехал из Триеста в Милан, который затем покинул, опасаясь бомбардировок, чтобы укрыться у семьи Галларати Скотти в Фонтаниве, месте встречи антифашистских интеллектуалов. В 1943 году его студия в Милане была разрушена авиационной бомбой. Погибли его картины и архив.
Сильно ослабленный болезнью, Риетти умер 6 февраля 1943 года на вилле Скотти в Фонтаниве, недалеко от Падуи.

## Галерея

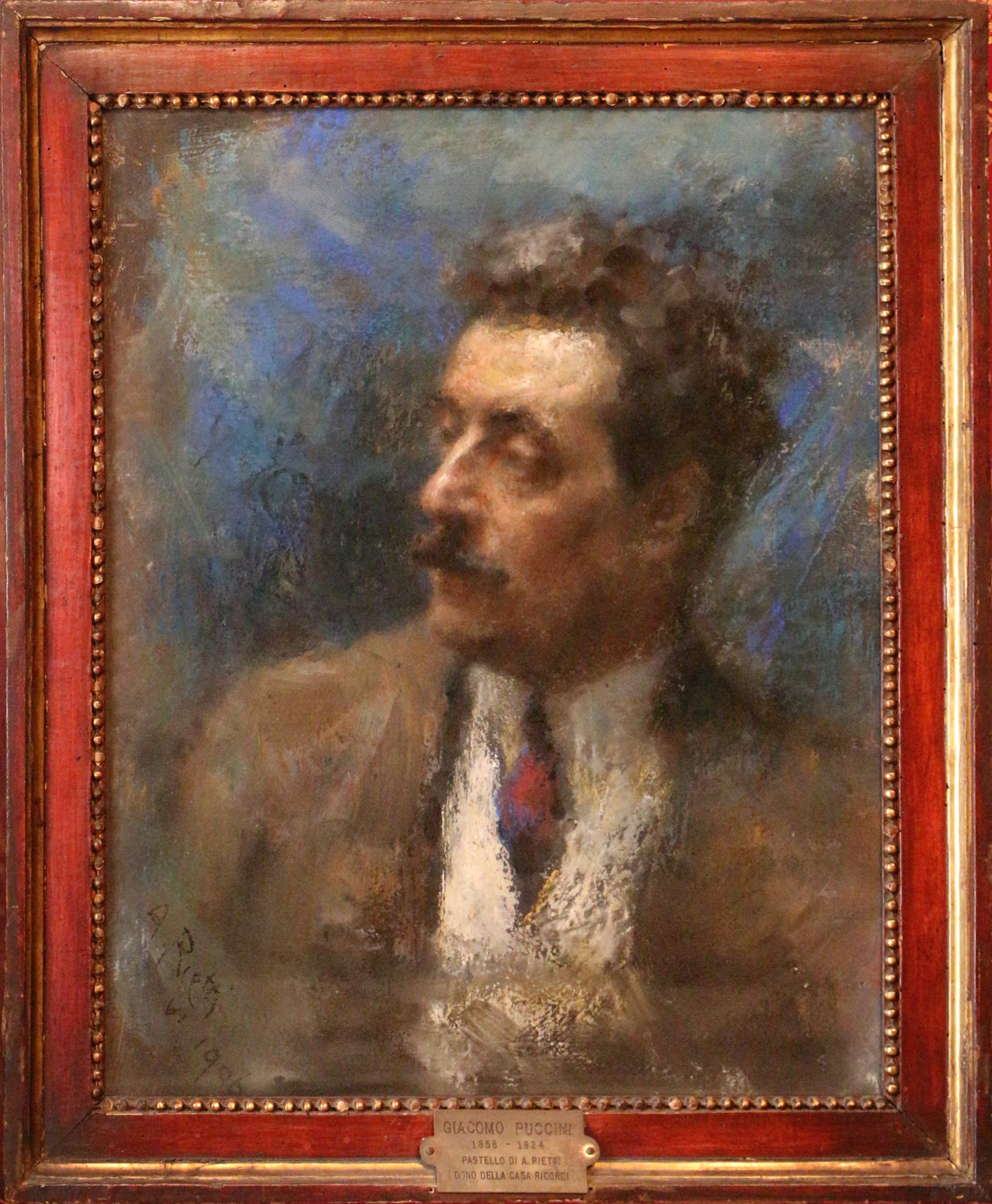
Портрет композитора Джакомо Пуччини. 1906. Музей театра Ла Скала, Милан
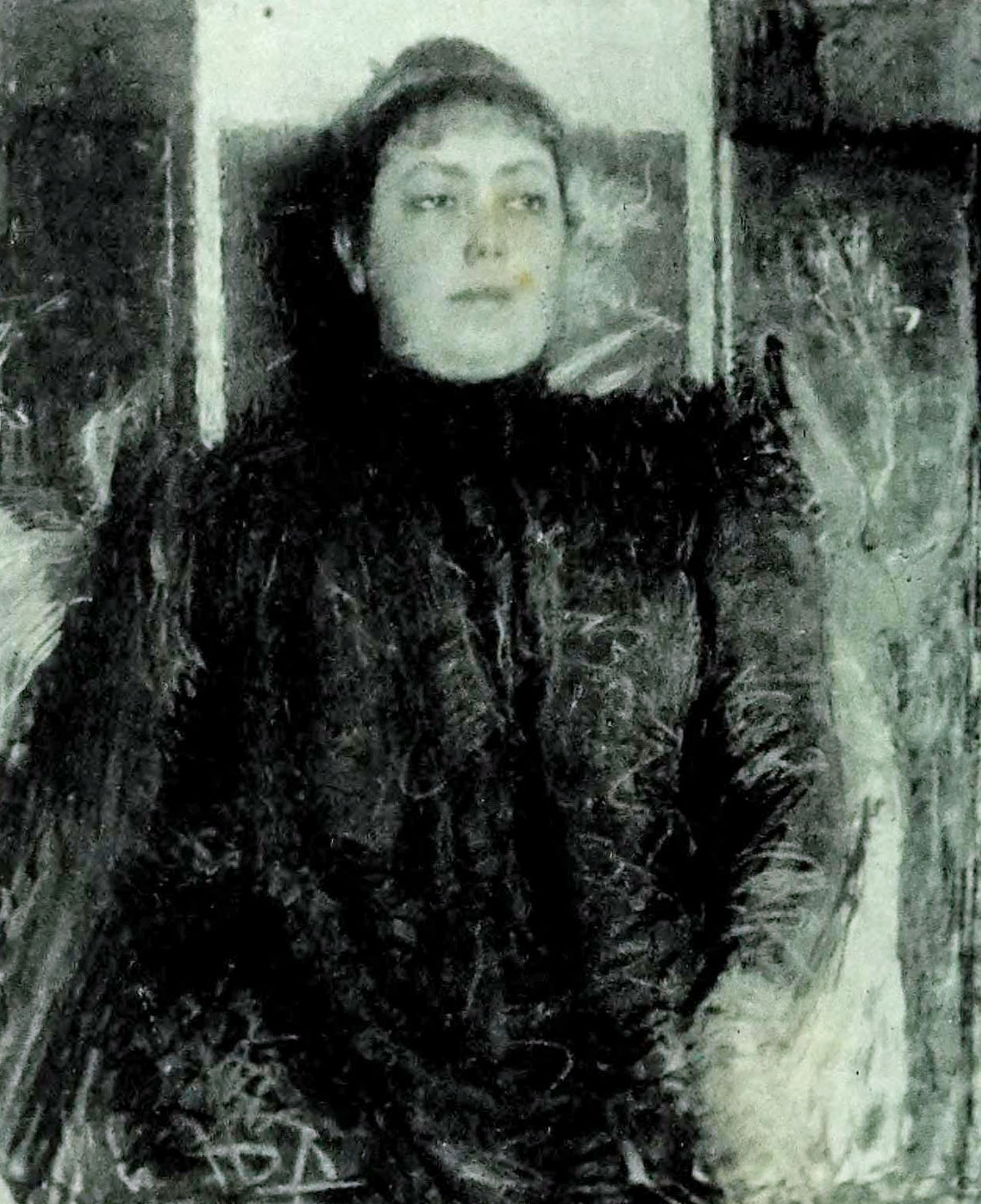
Женский портрет. 1891
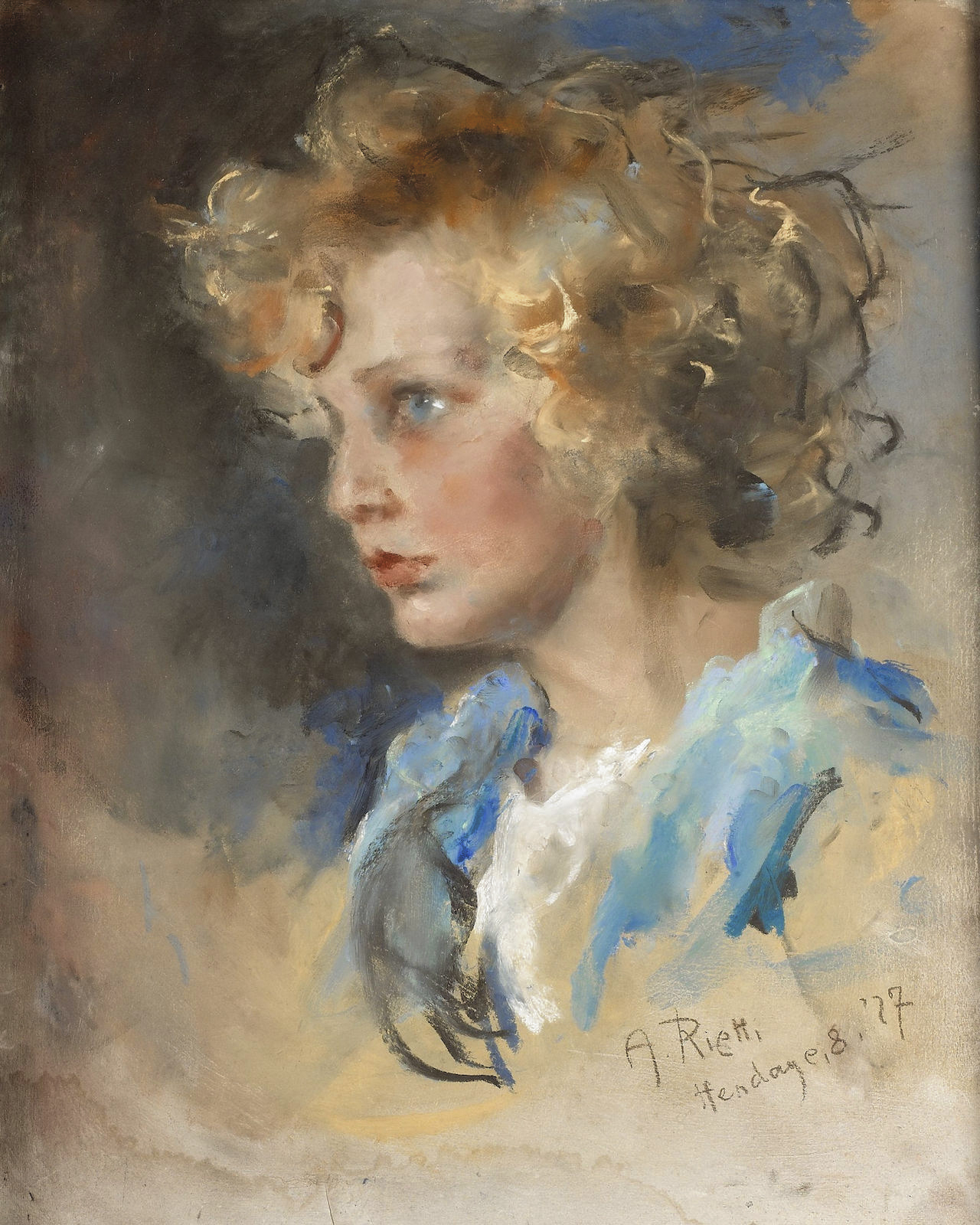
Портрет Р. Бугатти. 1927
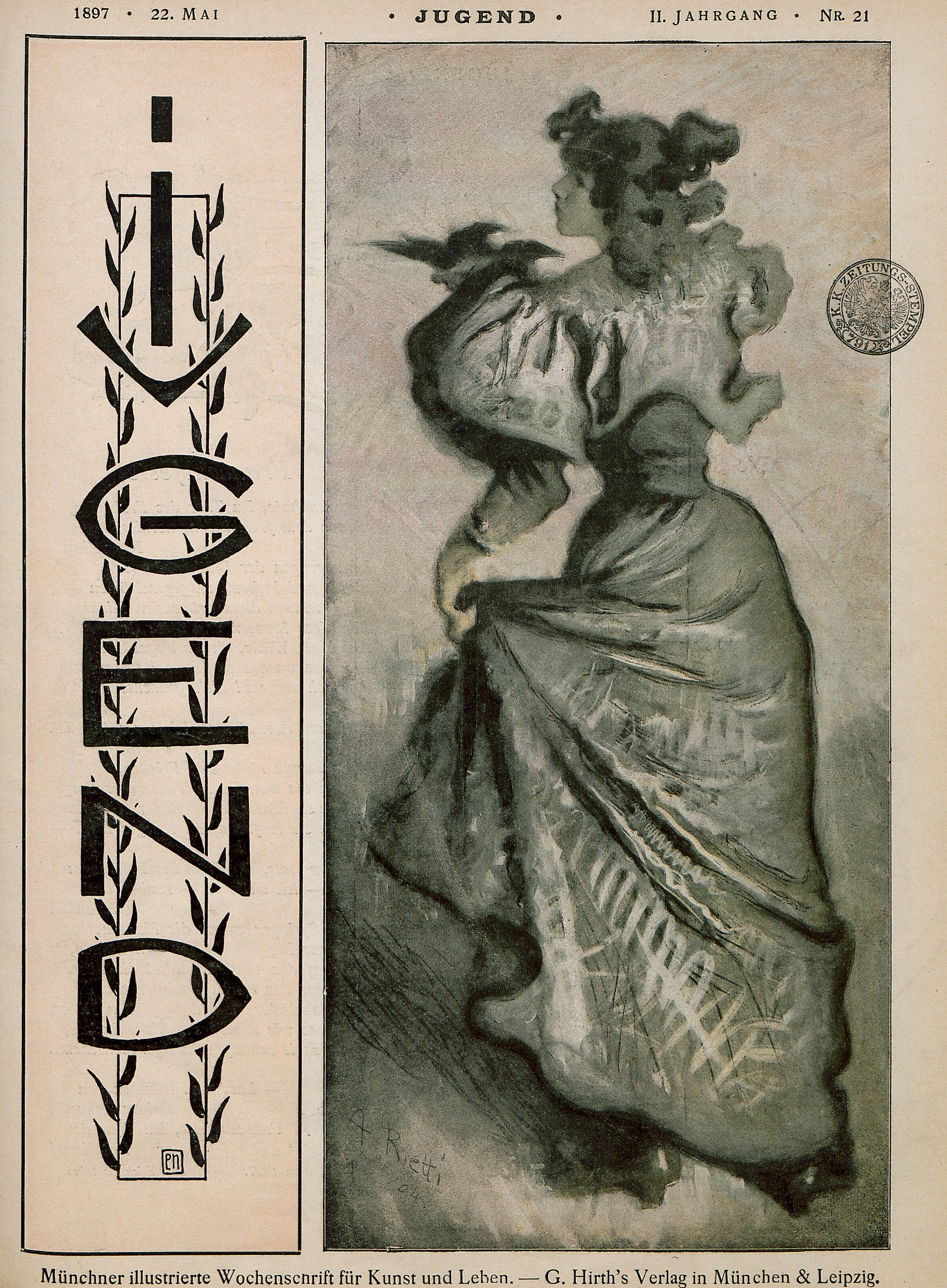
Обложка журнала «Jugend». № 21, 1897